# Južni sotho jezik
Južni sotho jezik (sesotho, sisutho, souto, suthu, suto; ISO 639-3: sot), nigersko-kongoanski jezik iz Lesota i Južnoafričke Republike kojim govori oko 6 024 000 ljudi, od čega 1 770 000 u Lesotu i 4 240 000 u Južnoafričkoj Republici (2006,), te nešto u Bocvani i Esvatiniju.
Pripada južnoj podskupini sotho jezika. Službeni jezik u Lesotu i nacionalni u Južnoafričkoj Republici. Dijalekti: taung i phuthi. Pismo: latinica

## Vanjske poveznice
- Sotho, Southern (14th)
- Sotho, Southern (15th)